# Ferenc Pinter
Ferenc Pintér (Alassio, 19 ottobre 1931 – Milano, 28 febbraio 2008) è stato un illustratore e pittore italiano.

## Biografia
Ferenc Pintér nacque ad Alassio, presso Savona, nel 1931. Suo padre, Jószef Pintér, era un pittore ungherese mentre la madre, Anna Antonazzi, veniva da Firenze. Nel 1940, la famiglia Pintér si trasferì a Budapest per curare una malattia tubercolare di Jószef, ma l'operazione chirurgica non ebbe buon esito e dopo pochi anni Ferenc rimase orfano di padre.
Non fu ammesso all'Accademia di Belle Arti di Budapest per aver dimostrato una libertà di pensiero non conforme al totalitarismo comunista di quegli anni. In seguito alla rivolta del 1956 e all'arrivo dei carri armati sovietici, riuscì a fuggire in Italia. Appena arrivato a Milano, ottenne come primo lavoro la realizzazione di un gigantesco murale (80 m²) per la Radio Marelli. Nei tre anni successivi, Pintér continuò a realizzare manifesti pubblicitari per importanti aziende italiane finché, nel 1960, avviò una collaborazione con Arnoldo Mondadori Editore che durò 32 anni. 
Per la grande casa editrice milanese Pintér realizzava le copertine e le illustrazioni interne di libri. Iniziò con la collana Segretissimo, della quale dipinse le prime 14 copertine, ma è ricordato in particolare per il Commissario Maigret e i gialli di Agatha Christie; tuttavia, le tavole migliori le dipinse per la collana Oscar Mondadori. Il suo mezzo espressivo preferito era la tempera, che usava con straordinaria maestria dando vita a scene surreali, venate di una forte componente espressionista.
Pintér è considerato uno dei più importanti illustratori europei e non a caso il suo nome rientra nei cataloghi internazionali Graphis e Gebrauchsgraphik. 
Nel 1989 Pintér dipinse i 22 Trionfi dei Tarocchi dell'Immaginario, pubblicati da Lo Scarabeo di Torino con la presentazione dello storico dell'arte Federico Zeri. Tra il 2000 e il 2002, Pintér lavorò ai 56 Arcani Minori, anche questi editi da Lo Scarabeo. 
Sebbene colpito da una grave malattia, Pintér continuò a lavorare fino al 28 febbraio 2008, data della sua scomparsa. Nel giugno dello stesso 2008 i disegni delle copertine di Pintér (insieme a quelle di Karel Thole e Carlo Jacono) furono esposte a Lucca nella grande mostra Copertinando.
Nell'ottobre del 2011 la casa editrice Scarabeo ha pubblicato le tavole di un Pinocchio a cui Ferenc Pintér aveva lavorato, su richiesta di Pietro Alligo, negli ultimi anni della vita, ma che era rimasto inedito. Una cinquantina di tavole che ci appaiono come la summa dell'opera dell'artista: tempere veloci e controllate, pennellate dense e corpose, grande sapienza prospettica. Un'edizione tra le più belle del capolavoro collodiano.
È stato autore di una Guida al disegno pubblicata da Mondadori nel 1984, con testi di Donatella Volpi.

## Riconoscimenti
- Premio Caran d'Ache al Salone Internazionale dei Comics (1980)